# Station Meulebeke
Station Meulebeke is een voormalig spoorwegstation in de gemeente Meulebeke. Het lag aan de korte spoorlijn 73A. Dat was de spoorlijn die de stad Tielt verbond met de 11 kilometer verder gelegen gemeente Ingelmunster. Tegenwoordig wordt het stationsgebouw door oorlogsnostalgici gebruikt als klein 'museum' over de Tweede Wereldoorlog.
0,0: Tielt ·
5,5: Meulebeke ·
8,5: Zandberg ·
11,0: Ingelmunster